# Burkhard Glaetzner

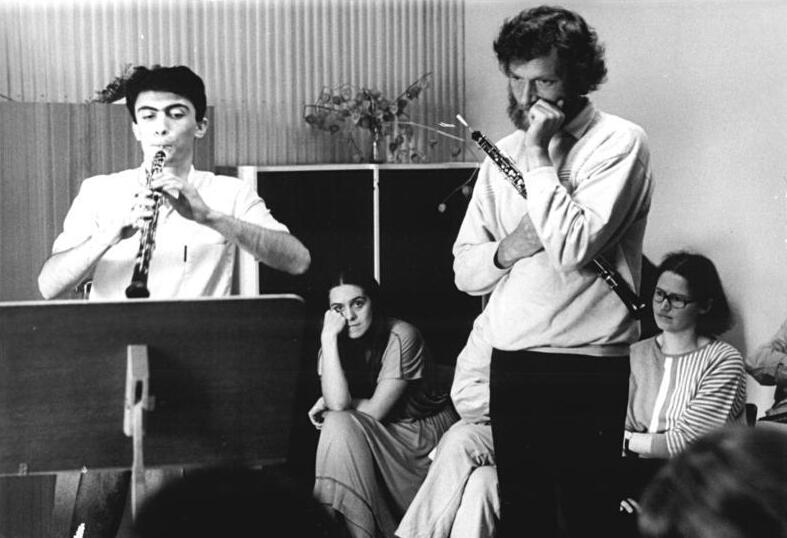
Burkhard Glaetzner (vorne rechts) beim 27. Internationalen Musikseminar in Weimar (1986)

Burkhard Glaetzner (* 29. Mai 1943 in Posen) ist ein deutscher Oboist und Dirigent. Er ist einer der führenden Oboespieler in Deutschland.

## Leben
Burkhard Glaetzners Großvater war der Goetheforscher Hermann August Korff, der zuletzt in Leipzig lehrte. Er wurde 1943 in Posen geboren, 1944 zog die Familie nach Falkenhain/Sachsen und 1950 nach Leipzig. 1953 erhielt er seinen ersten Blockflötenunterricht, zwei Jahre später folgte sein erster öffentlicher Auftritt. Nach dem Umzug nach Berlin (Ost) 1957 besuchte er von 1958 bis 1962 die Spezialschule für Musik in der Rheinsberger Straße. Er wechselte zur Oboe und erhielt ersten Klavierunterricht.
Nach dem Schulabschluss 1962 nahm er ein Oboenstudium bei Hans Werner Wätzig an der Deutschen Hochschule für Musik Berlin auf. 1963/64 errang er erste Preise beim DDR-Hochschulwettbewerb für Bläser. 1965 absolvierte er sein Staatsexamen und wurde für ein Jahr Aspirant an der Berliner Musikhochschule. Von 1966 bis 1982 war er Solo-Oboist im Rundfunk-Sinfonieorchesters Leipzig unter Herbert Kegel und Wolf-Dieter Hauschild. Seit 1969 war er außerdem Lehrbeauftragter für Oboe an der Hochschule für Musik „Felix Mendelssohn Bartholdy“, an die er 1982 zum ordentlichen Professor berufen wurde. 1992 ging er als Professor für Oboe an die Hochschule der Künste Berlin, die heutige Universität der Künste. Zu seinen Schülern gehören u. a. Matthias Bäcker, Kai Rapsch und Bernd Schober.
Im Jahre 1990 gehörte er zu den Gründungsmitgliedern des Forums Zeitgenössischer Musik Leipzig. Zwei Jahre später war er als Mitglied der „Konstituierenden Arbeitsgruppe“ Mitbegründer und Vizepräsident der Freien Akademie der Künste zu Leipzig, die bis 2003 aktiv war. Ferner wurde er ordentliches Mitglied der Klasse Musik der Sächsischen Akademie der Künste in Dresden. Im Rahmen der Händel-Festspiele war er Juror beim Wettbewerb zum Händel-Förderpreis der Stadt Halle. 2013 fungierte er beim Felix Mendelssohn Bartholdy Hochschulwettbewerb der Stiftung Preußischer Kulturbesitz als Juryvorsitzender im Fach Bläserkammermusik. 2017 war er Schirmherr des vom Landesmusikrat Berlin ausgerufenen Instrument des Jahres (Oboe). Glaetzner ist Kuratoriumsmitglied der Freunde des MDR Sinfonieorchesters e. V.

## Bedeutung
Frank Schneider rechnet ihn zu den führenden Oboenvirtuosen der Welt. Als wichtigster Oboist seines Landes regte er „die Entstehung eines Oboen-Repertoires in der DDR und Osteuropa an“ (Emmanouil Vitakis): Er brachte mehr als 100 Werke, darunter Oboenkonzerte von Reiner Bredemeyer, Georg Katzer, Friedrich Schenker, Christfried Schmidt, Friedrich Goldmann, Luca Lombardi, Gerhard Rosenfeld, Krzysztof Meyer und Toru Takemitsu zur Uraufführung.
Bei internationalen Musikwettbewerben mit zahlreichen Preisen ausgezeichnet, gründete Glaetzner 1968 zusammen mit Wolfgang Weber (Violoncello) und Klaus Schließer (Fagott) das Aulos-Trio. Später rückte für Schließer Gerhard Erber (Klavier) nach. Mit dem Trio widmete er sich der Barockmusik und in zunehmendem Maße auch der zeitgenössischen Musik. Gemeinsam mit dem Komponisten und Pianisten Friedrich Schenker initiierte er 1970 die Gruppe Neue Musik Hanns Eisler.
Mit Ingo Goritzki (BRD) trat Burkhard Glaetzner (DDR) im Oboen-Duo auf. Yun I-sang und Reiner Bredemeyer u. a. schrieben für sie Duette. Bei Solostücken arbeitete Glaetzner darüber hinaus u. a. mit Nicolaus A. Huber, Hans-Karsten Raecke, Karl Ottomar Treibmann und Max E. Keller zusammen.
Außerdem entwickelte er aus langjähriger Arbeit mit verschiedenen Spezialisten der Barock-Interpretation 1983 das Ensemble I Solisti Instrumentali Leipzig. Von 1988 bis 2003 war Glaetzner künstlerischer Leiter des Kammerorchesters Neues Bachisches Collegium Musicum. Konzertreisen durch Europa, Asien und Amerika sowie zahlreiche mit internationalen Preisen ausgezeichnete Musikproduktionen ergänzen seine vielfältigen Tätigkeiten als Solist, Dirigent und Pädagoge.

## Familie
Burkhard Glaetzner ist verheiratet und hat eine Tochter. Er lebte von 1992 bis 2017 in Berlin und seitdem wieder in Leipzig.

## Auszeichnungen und Preise
- Medaille beim Concours de Genève (1968)
- 2. Preis für Oboe beim Internationalen Musikwettbewerb des Prager Frühlings (1968)[14]
- 2. Preis beim Internationalen Musikwettbewerb Budapest (1970)
- Kritikerpreis der Musik-Biennale Berlin (1977, 1981)
- Ehrennadel des Verbandes der Komponisten und Musikwissenschaftler der DDR (1978)
- Nationalpreis der DDR III. Klasse für Kunst und Literatur (1982)
- Deutscher Schallplattenpreis (1985)
- Georg-Philipp-Telemann-Preis der Stadt Magdeburg (1990)[15]
- Ehrenmitglied der Internationalen Fasch-Gesellschaft (1994)

mit der Eisler-Gruppe:
- Ehrennadel des Verbandes der Komponisten und Musikwissenschaftler der DDR (1988)
- Kunstpreis der DDR (1980)
- Kunstpreis der Stadt Leipzig (1986)
- Interpretenpreis der Musik-Biennale Berlin (1989)
- Schneider-Schott-Musikpreis Mainz (1991)
- Bestenliste des Preises der deutschen Schallplattenkritik (1996)

## Diskografie
Seine Diskografie beläuft sich auf mehr als 50 Schallplatten-Einspielungen mit Alter und Neuer Musik.

## Hörspiel
- 1986: Märchen aus 1001 Nacht: Sindbad der Seefahrer (Oboe) – Regie: Dieter Wardetzky, Musik: Friedrich Schenker (Kinderhörspiel – Litera)

## Schriften
- Burkhard Glaetzner, Reiner Kontressowitz (Hrsg.): Spiel-Horizonte. Gruppe Neue Musik „Hanns Eisler“ 1970–1990. Leipzig 1990.